# Till I Loved You (песня)
«Till I Loved You» (с англ. — «Пока я любил тебя») — песня из нереализованного мюзикла «Гойя: Жизнь в песне» о жизни испанского художника Франсиско Гойи. Песня была написана американским композитором Мори Йестоном.
Впервые песню дуэтом исполнили испанский оперный певец Пласидо Доминго и американская певица Дайон Уорвик. Их версия стала лид-синглом с концептуального альбома Goya: A Life in Song, который включал в себя песни из того самого мюзикла. Доминиго также исполнял песню в дуэте с Дженнифер Раш (в Великобритании) и Сэйко Мацуда (в Японии). Также существует версия на испанском языке («Hasta amarte»), записанная совместно с певицей Глорией Эстефан, и на португальском языке («Apaixonou»), записанная с бразильской певицей Симоной.

## Версия Барбры Стрейзанд
В 1988 году Барбра Стрейзанд записала кавер-версию данной песни для своего альбома Till I Loved You. Песня была исполнена в дуэте с Доном Джонсоном. Она была выпущена в качестве лид-сингла с альбома. В 2002 году Стрейзанд включила данную песню в сборник своих лучших дуэтов Duets.

### Чарты
| Чарт (1988)                        | Пиковая позиция |
| ---------------------------------- | --------------- |
| Австралия (KMR)                    | 34              |
| Бельгия/Фландрия (Ultratop 50)     | 3               |
| Франция (SNEP)                     | 22              |
| Германия (GfK)                     | 26              |
| Ирландия (IRMA)                    | 9               |
| Нидерланды (Single Top 100)        | 4               |
| Испания (Los 40 Principales)       | 22              |
| Великобритания (OCC UK Singles)    | 16              |
| США (Billboard Hot 100)            | 25              |
| США (Billboard Adult Contemporary) | 3               |
| США (Cash Box Top 100)             | 26              |